# Yugoslavia en los Juegos Olímpicos de Lake Placid 1980
Yugoslavia estuvo representada en los Juegos Olímpicos de Lake Placid 1980 por un total de 15 deportistas que compitieron en 5 deportes.  
El portador de la bandera en la ceremonia de apertura fue el esquiador alpino Bojan Križaj. El equipo olímpico yugoslavo no obtuvo ninguna medalla en estos Juegos.